# Comité Olímpico Estonio
El Comité Olímpico Estonio es el Comité Nacional Olímpico de Estonia, fundado en 1991 y reconocido por el COI ese mismo año.